# Halm
Halmen er de strå, som bliver tilbage, når kornaksene er høstet. Halm består af cellulose. De første landbrugere høstede med segl og kunne lade stråene blive på marken. Med mejning med le blev både strå og kerne høstet. Når negene var tærsket blev halmen brugt som strøelse, tagdækning eller sengefyld.
De moderne høstmaskiner, mejetærskerne, efterlader stråene på marken. Det betød ekstra omkostninger at bjerge halmen, og i takt med specialiseringen i landbruget var det ikke alle landmænd, der havde brug for halmen. Det er grunden til, at halmen blev brændt af. Med øget fokus på miljøet blev markafbrænding forbudt.
I dag bruges halmen 
1. Snittet og nedfældet som jordforbedring. Det kræver ekstra kvælstof som erstatning for det, som halmen forbruger ved sin omsætning til humus.
2. Presset til baller til strøelse.
3. Presset, pakket i plastsække og behandlet med ammoniak, så den får øget foderværdi.
4. Presset som CO2-neutralt brændsel.
5. Omdannet til bioethanol som erstatning for benzin
6. Oprørt i cement til eksperimentelt husbyggeri